# Мисяш (посёлок)
Мися́ш — упразднённый в 1952 году посёлок, вошедший в состав города Чебаркуль в Челябинской области России.

## География
Расположен на Южном Урале, на восточном склоне Ильменского хребта, у южного берега озера Мисяш.

## История
Возник как пристанционный посёлок на историческом ходу Транссибирской магистрали на рубеже XIX—XX веков. Станция Чебаркуль (после 1954 года переименована в Мисяш) открыта в 1892 году при продлении железной дороги до Челябинска.
Включён в городскую черту Указом Верховного Президиума РСФСР от 2 октября 1952 года.

## Инфраструктура
Основа экономики — обслуживание путевого хозяйства Южно-Уральской железной дороги.

## Транспорт
Действует станция Мисяш. Остановка общественного транспорта «Посёлок Мисяш».
В западной части станции Мисяш главные и подъездные пути в одном уровне пересекаются с автодорогой 75К-277, связывающей Чебаркуль и Мисяш с автодорогой М5.